# Ronaldo Nunes
Ronaldo Nunes (Rio de Janeiro, 1948 — Fortaleza, 31 de outubro de 2016) foi um diretor de cinema e fotógrafo brasileiro.

## Carreira
Participou como assistente de fotografia de vários filmes cariocas e do cinema novo. Seu primeiro filme, como diretor de fotografia, foi Pecado na Sacristia de Miguel Borges. Radicou-se no Ceará em 1982, onde fundou a empresa Casa de Cinema Filmes, conquistando vários prêmios em filmes publicitários. Em 1986, trabalhou pela primeira vez com o diretor Rosemberg Cariry, assinando a fotografia do longa-metragem documentário O Caldeirão da Santa Cruz do Deserto, realizando depois a fotografia de outros filmes do mesmo diretor. A Saga do Guerreiro Alumioso, Corisco e Dadá, um dos filmes mais premiados do país e ainda os curtas-metragens Pedro Oliveira - O Cego que queria ver o mar, Irmãos Aniceto, Pífaros e Zabumbas, além de vários vídeos documentários. Para outro realizador cearense, Nirton Venâncio, fotografou o curta-metragem Um Cotidiano Perdido no Tempo, trabalho que lhe valeu um prêmio na Jornada Internacional de Cinema da Bahia, em 1988. Participou também da comissão julgadora do II Cine Ceará (1992) e do III Cine Ceará (1993).

## Morte
Faleceu em Fortaleza no dia 31 de outubro de 2016. Ronaldo Nunes estava em fase de edição seu primeiro longa Caminho das Hortênsias, além de roteirizar também o projeto Jangurussú - Reino do Anjos (ficção) e em andamento com o projeto Opara, longa-metragem do Rio São Francisco.

## Filmografia como diretor de fotografia
- 1966 — Arrastão — Antoine Dórmesson (França)
- 1968 — Operação Tumulto — Edouard Luntz (França)
- 1968 — Tarzan and the Great River (Tarzan e o Grande Rio) — Robert Day (EUA)
- 1970 — A Catástrofe — Peter Fleiseshmann (Alemanha)
- 1971 — Capitães de Areia — Hall Bartlett (EUA)
- 1975 — Pecado na Sacristia — Miguel Borges — Prêmio de melhor fotografia no Festival de Cuba[8]
- 1978 — A Noiva da Cidade — Alex Viany — Prêmio de melhor fotografia no Festival de São Lourenço[9]

## Documentários e curtas (ficção) como diretor
- Copacabana de 7 as 7 - RJ
- ZN-ZS - RJ
- Boca de Forno - RJ
- Luta do Homem contra a dor - RJ
- Lentes Oftálmicas - RJ
- Angustura - RJ
- Jardim Botânico - RJ
- Crajubá - CE
- Dia do Teatro - CE
- Petrucio Maia - CE
- Bárbara de Alencar - CE
- Projeto Recicriança (Canoa Quebrada) - CE
- Projeto Reviver - MA